# Campeonato Sul-Americano de Futebol Sub-17 de 2015
O Campeonato Sul-Americano de Futebol Sub-17 de 2015 foi a 16ª edição da competição organizada pela Confederação Sul-Americana de Futebol (CONMEBOL) para jogadores com até 17 anos de idade. O torneio foi classificatório para o Campeonato Mundial de Futebol Sub-17, que irá acontecer no Chile.
Foi a terceira vez que o Paraguai organizou esse torneio, sendo as outras vezes em 1991 e 1997. Pela 11ª vez, o título foi conquistado pelo Brasil. Argentina, Equador e a seleção da casa completaram a lista de classificados ao mundial da categoria.

## Equipes participantes
Todas as dez equipes filiadas a CONMEBOL participaram do evento:
| - Argentina - Bolívia - Equador - Peru - Uruguai | - Brasil - Chile - Colômbia - Paraguai - Venezuela |

## Sedes
Três cidades sediaram o torneio como definiu a Asociación Paraguaya de Fútbol.
| Assunção                  | Assunção Luque Capiatá |
| ------------------------- | ---------------------- |
| Estádio Dr. Nicolás Leoz  | Assunção Luque Capiatá |
| Capacidade: 10 000        | Assunção Luque Capiatá |
|                           | Assunção Luque Capiatá |
| Capiatá                   | Assunção Luque Capiatá |
| Estádio Deportivo Capiatá | Assunção Luque Capiatá |
| Capacidade: 8 000         | Assunção Luque Capiatá |
|                           | Assunção Luque Capiatá |
| Luque                     | Assunção Luque Capiatá |
| Estádio Feliciano Cáceres | Assunção Luque Capiatá |
| Capacidade: 24 000        | Assunção Luque Capiatá |
|                           | Assunção Luque Capiatá |

## Árbitros
A Comissão de Árbitros da CONMEBOL selecionou dez árbitros e vinte assistentes para o torneio.
| Árbitros               | Assistentes                                  |
| ---------------------- | -------------------------------------------- |
| ARG Fernando Rapallini | ARG Iván Nuñez ARG Cristian Navarro          |
| BOL Gery Vargas        | BOL Javier Bustillos BOL Juan Montaño        |
| BRA Wilton Sampaio     | BRA Fabrício Vilarinho BRA Bruno Boschilia   |
| CHI Roberto Tobar      | CHI Raúl Orellana CHI Christian Schiemann    |
| COL Luis Sánchez       | COL Alexander Guzmán COL Cristian de la Cruz |

| Árbitros                | Assistentes                               |
| ----------------------- | ----------------------------------------- |
| ECU Carlos Orbe         | ECU Juan Macías ECU Edwin Bravo           |
| PAR Mario Díaz de Vivar | PAR Eduardo Cardozo PAR Juan Zorrilla     |
| PER Miguel Santiváñez   | PER Víctor Raez PER Coty Carrera          |
| URU Jonhatan Fuentes    | URU Gabriel Popovits URU Richard Trinidad |
| VEN Jesús Valenzuela    | VEN Luis Murillo VEN Elbis Gómez          |

## Fórmula de disputa
As dez equipes participantes foram divididas em dois grupos de cinco para a disputa da primeira fase, onde enfrentaram os adversários dentro do grupo, totalizando quatro partidas para cada. As três equipes com o maior número de pontos em cada grupo avançaram para a fase final, disputada no sistema de todos contra todos. A equipe que somar o maior número de pontos ao final das cinco partidas é declarada campeã sul-americana sub-17 e se classifica ao Campeonato Mundial de Futebol Sub-17 de 2015, assim como o vice-campeão, o terceiro e o quarto colocados.
Em caso de empate por pontos, a classificação se determina através dos seguintes critérios, seguindo a ordem:
1. Saldo de gols
2. Número de gols a favor (gols pró)
3. Resultado da partida entre as equipes em questão
4. Sorteio

## Primeira fase
Todas as partidas seguem o fuso horário do Paraguai (UTC−3).

### Grupo A
| Pos. | Seleção   | P | J | V | E | D | GP | GC | SG |
| ---- | --------- | - | - | - | - | - | -- | -- | -- |
| 1    | Paraguai  | 8 | 4 | 2 | 2 | 0 | 8  | 5  | +3 |
| 2    | Brasil    | 7 | 4 | 2 | 1 | 1 | 10 | 7  | +3 |
| 3    | Colômbia  | 5 | 4 | 1 | 2 | 1 | 8  | 7  | +1 |
| 4    | Venezuela | 5 | 4 | 1 | 2 | 1 | 8  | 8  | 0  |
| 5    | Peru      | 1 | 4 | 0 | 1 | 3 | 4  | 11 | –7 |

| 4 de março | Paraguai                        | 3 – 2     | Venezuela               | Estádio Dr. Nicolás Léoz, Assunção |
| 18:30      | Díaz 24' · S. Ferreira 42', 51' | Relatório | Chacón 76' · Yendis 83' | Árbitro: CHI Roberto Tobar         |

| 5 de março | Brasil                                 | 3 – 2     | Colômbia                        | Estádio Feliciano Cáceres, Luque |
| 20:10      | Leandro 50' · Evander 65' · Andrey 73' | Relatório | Bolaños 45+1' (pen) · Ariza 74' | Árbitro: URU Jonhatan Fuentes    |

| 7 de março | Venezuela                 | 2 – 2     | Peru             | Estádio Deportivo Capiatá, Capiatá |
| 18:00      | Farisato 14' · Chacón 54' | Relatório | Iberico 59', 60' | Árbitro: BOL Gery Vargas           |

| 7 de março | Paraguai             | 2 – 2     | Brasil                   | Estádio Deportivo Capiatá, Capiatá |
| 20:10      | Díaz 68' · Morel 80' | Relatório | Leandro 32' · Kléber 53' | Árbitro: ARG Fernando Rapallini    |

| 9 de março | Colômbia                                                       | 4 – 2     | Peru                   | Estádio Deportivo Capiatá, Capiatá |
| 18:00      | Bolaños 10' · Valdeblánquez 35' · Pérez 47' (pen) · Cuesta 50' | Relatório | Iberico 40' (pen), 69' | Árbitro: CHI Roberto Tobar         |

| 9 de março | Brasil                      | 2 – 3     | Venezuela                                             | Estádio Deportivo Capiatá, Capiatá |
| 20:10      | Lincoln 16' · Adryelson 23' | Relatório | Herrera 53' (pen) · Chacón 75' · Zé Marcos 82' (g.c.) | Árbitro: ECU Carlos Orbe           |

| 11 de março | Venezuela   | 1 – 1     | Colômbia       | Estádio Dr. Nicolás Leoz, Assunção |
| 18:00       | Herrera 56' | Relatório | Pérez 6' (pen) | Árbitro: ARG Fernando Rapallini    |

| 11 de março | Paraguai                          | 2 – 0     | Peru | Estádio Dr. Nicolás Leoz, Assunção |
| 20:10       | R. Ferreira 20' · S. Ferreira 81' | Relatório |      | Árbitro: URU Jonhatan Fuentes      |

| 13 de março | Brasil                | 3 – 0     | Peru | Estádio Feliciano Cáceres, Luque |
| 18:00       | Leandro 59', 63', 82' | Relatório |      | Árbitro: BOL Gery Vargas         |

| 13 de março | Paraguai    | 1 – 1     | Colômbia  | Estádio Feliciano Cáceres, Luque |
| 20:10       | Valiente 9' | Relatório | Ariza 58' | Árbitro: ECU Carlos Orbe         |

### Grupo B
| Pos. | Seleção   | P  | J | V | E | D | GP | GC | SG |
| ---- | --------- | -- | - | - | - | - | -- | -- | -- |
| 1    | Uruguai   | 12 | 4 | 4 | 0 | 0 | 11 | 3  | +8 |
| 2    | Equador   | 9  | 4 | 3 | 0 | 1 | 10 | 3  | +7 |
| 3    | Argentina | 6  | 4 | 2 | 0 | 2 | 7  | 5  | +2 |
| 4    | Bolívia   | 3  | 4 | 1 | 0 | 3 | 5  | 14 | –9 |
| 5    | Chile     | 0  | 4 | 0 | 0 | 4 | 4  | 12 | –8 |

| 6 de março | Argentina     | 1 – 2     | Equador                 | Estádio Dr. Nicolás Leoz, Assunção |
| 18:00      | Berterame 89' | Relatório | Pereira 21' · Naula 88' | Árbitro: PAR Mario Díaz de Vivar   |

| 6 de março | Uruguai                                          | 4 – 1     | Bolívia     | Estádio Dr. Nicolás Leoz, Assunção |
| 20:10      | Ergas 38' · Valverde 48' · N. Rodríguez 71', 84' | Relatório | H. Vaca 56' | Árbitro: COL Luis Sánchez          |

| 8 de março | Uruguai                | 2 – 1     | Argentina    | Estádio Feliciano Cáceres, Luque |
| 18:00      | Valverde 4', 76' (pen) | Relatório | Conechny 64' | Árbitro: BRA Wilton Sampaio      |

| 8 de março | Bolívia                                 | 3 – 2     | Chile            | Estádio Feliciano Cáceres, Luque |
| 20:10      | Iriondo 25' · Miranda 48' · H. Vaca 63' | Relatório | Mazuela 15', 90' | Árbitro: VEN Jesús Valenzuela    |

| 10 de março | Argentina                                      | 4 – 1     | Bolívia     | Estádio Feliciano Cáceres, Luque |
| 18:00       | Conechny 31' · Ruiz 45+1', 90+2' · Coyette 63' | Relatório | Miranda 19' | Árbitro: PER Miguel Santiváñez   |

| 10 de março | Equador                                       | 4 – 1     | Chile       | Estádio Feliciano Cáceres, Luque |
| 20:10       | Corozo 28' · Estupiñán 72' · Naula 88', 90+2' | Relatório | Salazar 33' | Árbitro: COL Luis Sánchez        |

| 12 de março | Bolívia | 0 – 4     | Equador                                              | Estádio Deportivo Capiatá, Capiatá |
| 18:00       |         | Relatório | Corozo 1' · Tello 10' · Jaramillo 25' · Casquete 33' | Árbitro: VEN Jesús Valenzuela      |

| 12 de março | Uruguai                                            | 4 – 1     | Chile              | Estádio Deportivo Capiatá, Capiatá |
| 20:10       | Rossi 1', 88' · Valverde 17' · Schiappacasse 90+3' | Relatório | Provoste 77' (pen) | Árbitro: BRA Wilton Sampaio        |

| 14 de março | Argentina    | 1 – 0     | Chile | Estádio Deportivo Capiatá, Capiatá |
| 18:00       | Conechny 28' | Relatório |       | Árbitro: PER Miguel Santiváñez     |

| 14 de março | Uruguai      | 1 – 0     | Equador | Estádio Deportivo Capiatá, Capiatá |
| 20:10       | Saracchi 80' | Relatório |         | Árbitro: PAR Mario Díaz de Vivar   |

## Fase final
Todas as partidas seguem o fuso horário do Paraguai (UTC−3 nas rodadas 1 e 2 e UTC−4 da rodada 3 a 5).
| Pos. | Seleção   | P | J | V | E | D | GP | GC | SG |
| ---- | --------- | - | - | - | - | - | -- | -- | -- |
| 1    | Brasil    | 9 | 5 | 3 | 0 | 2 | 8  | 7  | +1 |
| 2    | Argentina | 8 | 5 | 2 | 2 | 1 | 7  | 4  | +3 |
| 3    | Equador   | 8 | 5 | 2 | 2 | 1 | 6  | 5  | +1 |
| 4    | Paraguai  | 7 | 5 | 2 | 1 | 2 | 11 | 10 | +1 |
| 5    | Uruguai   | 6 | 5 | 2 | 0 | 3 | 6  | 7  | –1 |
| 6    | Colômbia  | 4 | 5 | 1 | 1 | 3 | 3  | 8  | –5 |

| 17 de março | Brasil | 0 – 1     | Argentina     | Estádio Feliciano Cáceres, Luque |
| 17:50       |        | Relatório | Berterame 34' | Árbitro: CHI Roberto Tobar       |

| 17 de março | Paraguai                                                       | 4 – 0     | Colômbia | Estádio Feliciano Cáceres, Luque |
| 20:00       | R. Ferreira 37', 81' · Valdeblánquez 60' (g.c.) · Valiente 72' | Relatório |          | Árbitro: BRA Wilton Sampaio      |

| 17 de março | Uruguai | 0 – 1     | Equador     | Estádio Feliciano Cáceres, Luque |
| 22:10       |         | Relatório | Pereira 36' | Árbitro: ARG Fernando Rapallini  |

| 20 de março | Brasil                   | 2 – 1     | Equador   | Estádio Dr. Nicolás Leoz, Assunção |
| 17:50       | Leandro 5' · Lincoln 33' | Relatório | Tello 65' | Árbitro: BOL Gery Vargas           |

| 20 de março | Paraguai        | 1 – 4     | Argentina                                     | Estádio Dr. Nicolás Leoz, Assunção |
| 20:00       | S. Ferreira 78' | Relatório | Conechny 3', 90' · Berterame 32' · Chicco 80' | Árbitro: URU Jonhatan Fuentes      |

| 20 de março | Uruguai   | 1 – 0     | Colômbia | Estádio Dr. Nicolás Leoz, Assunção |
| 22:10       | Rossi 68' | Relatório |          | Árbitro: PER Miguel Santiváñez     |

| 23 de março | Colômbia      | 1 – 1     | Argentina   | Estádio Deportivo Capiatá, Capiatá |
| 16:50       | Carrascal 24' | Relatório | Roskopf 49' | Árbitro: PAR Mario Díaz de Vivar   |

| 23 de março | Paraguai             | 2 – 2     | Equador         | Estádio Deportivo Capiatá, Capiatá |
| 19:00       | Rodas 51' · Díaz 62' | Relatório | Casquete 1', 9' | Árbitro: VEN Jesús Valenzuela      |

| 23 de março | Uruguai                 | 2 – 3     | Brasil                       | Estádio Deportivo Capiatá, Capiatá |
| 21:10       | Valverde 61', 75' (pen) | Relatório | Evander 14', 82' · Ramón 68' | Árbitro: COL Luis Sánchez          |

| 26 de março | Colômbia  | 1 – 2     | Equador                  | Estádio Dr. Nicolás Leoz, Assunção |
| 16:50       | Cetré 52' | Relatório | Pereira 40' · Corozo 53' | Árbitro: ARG Fernando Rapallini    |

| 26 de março | Paraguai                      | 2 – 3     | Brasil                        | Estádio Dr. Nicolás Leoz, Assunção |
| 19:00       | Aranda 7' · Caíque 67' (g.c.) | Relatório | Andrey 38' · Leandro 42', 77' | Árbitro: PER Miguel Santiváñez     |

| 26 de março | Uruguai                     | 2 – 1     | Argentina    | Estádio Dr. Nicolás Leoz, Assunção |
| 21:10       | Mederos 21' · Fernández 42' | Relatório | Palacios 74' | Árbitro: CHI Roberto Tobar         |

| 29 de março | Equador | 0 – 0     | Argentina | Estádio Feliciano Cáceres, Luque |
| 16:50       |         | Relatório |           | Árbitro: BOL Gery Vargas         |

| 29 de março | Paraguai                      | 2 – 1     | Uruguai      | Estádio Feliciano Cáceres, Luque |
| 19:00       | Paredes 31' · S. Ferreira 75' | Relatório | Valverde 53' | Árbitro: BRA Wilton Sampaio      |

| 29 de março | Brasil | 0 – 1     | Colômbia  | Estádio Feliciano Cáceres, Luque |
| 21:10       |        | Relatório | Cetré 58' | Árbitro: PAR Mario Díaz de Vivar |

## Premiação
| Campeonato Sul-Americano Sub-17 de 2015 |
| Brasil                                  |
| --------------------------------------- |
| BRASIL Campeão (11º título)             |

## Artilharia
| 8 gols (1) - BRA Leandro 7 gols (1) - URU Federico Valverde 5 gols (2) - ARG Tomás Conechny - PAR Sebastián Ferreira 4 gols (1) - PER Luis Iberico 3 gols (10) - ARG Germán Berterame - BRA Evander - ECU Anderson Naula - ECU Andy Casquete - ECU Jhon Pereira - ECU Washington Corozo - PAR Rodi Ferreira - PAR Sergio Díaz - URU Diego Rossi - VEN Ronaldo Chacón 2 gols (14) - ARG Pablo Ruiz - BOL Bruno Miranda | 2 gols (continuação) - BOL Henry Vaca - BRA Andrey - BRA Lincoln - CHI Gabriel Mazuela - COL David Pérez - COL Edward Bolaños - COL Edwin Ariza - COL Edwin Cetré - ECU Fabiano Tello - PAR Jonathan Valiente - URU Nicolás Rodríguez - VEN Yangel Herrera 1 gol (26) - ARG Exequiel Palacios - ARG Julián Chicco - ARG Lucas Coyette - ARG Matías Roskopf - BOL Luis Iriondo - BRA Adryelson - BRA Kléber - BRA Ramón - CHI Branco Provoste | 1 gol (continuação) - CHI David Salazar - COL Carlos Cuesta - COL Jefferson Valdeblánquez - COL Jorge Carrascal - ECU Pervis Estupiñán - ECU Renny Jaramillo - PAR Arturo Aranda - PAR Cristhian Paredes - PAR Jorge Morel - PAR Óscar Rodas - URU Marcelo Saracchi - URU Nicolás Schiappacasse - URU Robert Ergas - URU Roberto Fernández - URU Santiago Mederos - VEN Marco Farisato - VEN Starling Yendis Gols contra (3) - BRA Caíque (para o Paraguai) - BRA Zé Marcos (para a Venezuela) - COL Jefferson Valdeblánquez (para o Paraguai) |